# Wrocławi Közgazdaságtudományi Egyetem
A Wrocławi Közgazdaságtudományi Egyetem (Uniwersytet Ekonomiczny we Wrocławiu, régebben Akademia Ekonomiczna im. Oskara Langego we Wrocławiu) a tíz wrocławi állami felsőfokú tanintézet egyike. 1947-ben magán kereskedelmi főiskolaként (Wyższa Szkoła Handlowa) alapították. 1950-ben államosították, és Közgazdasági Főiskolává (Wyższa Szkoła Ekonomiczna) alakult 2 karral, 1974 októberében Közgazdasági Akadémia (Akademia Ekonomiczna) lett, a mai nevét 2008. május 6-án nyerte.
Az egyetemnek mintegy 20 000 nappali, esti és levelező hallgatója van, ebből mintegy 100 külföldi. Az oktatói létszám 722 fő, ebből 77 egyetemi tanár, 55 címzetes professzor.

## Karok
- Közgazdaságtudományi kar
- Mérnöki és gazdasági kar
- Menedzsment, számítástechnikai és pénzügyi kar
- Regionális Gazdaságtan és Turizmus kar

## Rektorok
- Kamil Stefko (1947–1950)
- Stefan Górniak (1950–1952)
- Antoni Wrzosek (1952–1955)
- Krzysztof Jeżowski (1955–1956)
- Wincenty Styś (1956–1959)
- Adam Chełmoński (1959)
- Józef Fiema (1955–1966)
- Józef Popkiewicz (1966–1979)
- Józef Kaleta (1979–1987)
- Wiesław Pluta (1987–1990)
- Józef Kaleta (1990–1993)
- Andrzej Baborski (1993–1999)
- Marian Noga (1999–2005)
- Bogusław Fiedor (2005–2012)
- Andrzej Gospodarowicz (2012– )

## Külső hivatkozások
- Az egyetem honlapja